# موسپینه

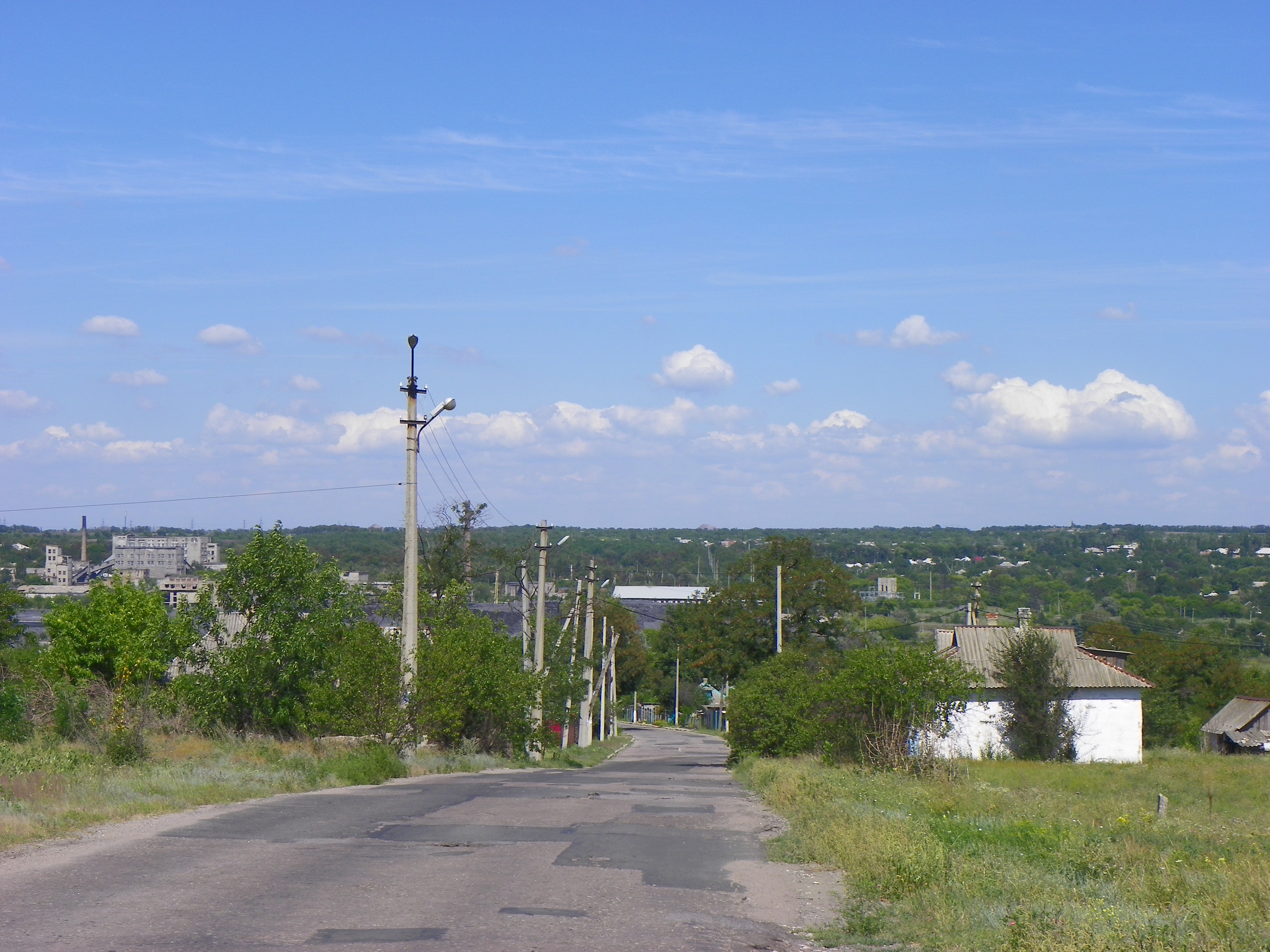
شهر موسپینه

شهر موسپینه (به روسی: Моспине) در استان دونتسک در کشور اوکراین واقع شده‌است. جمعیت این شهر ۱۱٬۷۳۶ نفر  است.